# 徐义刚
徐义刚（1966年10月19日—），江苏常熟人。岩石学家，中国科学院院士，现任中国科学院广州地球化学研究所所长。主要从事地幔岩石学、地球化学和深部动力学研究。

## 生平
1966年生于江苏省常熟市，籍贯江苏常熟。1983年，毕业于江苏省常熟中学。1987年，毕业于浙江大学地质系地球化学专业。1990年、1994年，分别获法国巴黎第七大学地质系硕士学位和博士学位。1994年3月至1995年9月，在英国伦敦大学Royal Holloway学院地质系作博士后研究。1995年至今，任职于中国科学院广州地球化学研究所，2010年3月起任所长。2017年，当选中国科学院院士。